# Lycodes gracilis
Lycodes gracilis és una espècie de peix de la família dels zoàrcids i de l'ordre dels perciformes.

## Hàbitat
És un peix marí, de clima polar i demersal que viu entre 94-113 m de fondària.

## Distribució geogràfica
Es troba a Islàndia, Noruega i Rússia.

## Observacions
És inofensiu per als humans.